# 7eventh Time Down
7eventh Time Down (pronúncia-se Seventh Time Down) é uma banda de rock cristão norte-americana, formada em 2004 em Mount Vernon, Kentucky.

## Integrantes[1]
- Mikey Howard — vocalista, guitarra rítmica
- Eric VanZant — guitarra, vocal de apoio
- Austin Miller — bateria
- Cliff Williams — baixo, vocal de apoio

## Discografia

### Álbuns
| 2011 | Alive In You - Lançamento: 13 de setembro de 2011 - Gravadora: BEC - Formato: CD, DD     | 33 | 42 |
| 2013 | Just Say Jesus - Lançamento: 3 de setembro de 2013 - Gravadora: BEC - Formato: CD, DD    | 16 | 11 |
| 2015 | God Is on the Move - Lançamento: 21 de agosto de 2015 - Gravadora: BEC - Formato: CD, DD | 21 | 16 |

### Singles
| Ano  | Título               | Posições nas paradas | Posições nas paradas | Álbum        |
| Ano  | Título               | EUA Christian        | EUA Christian rock   | Álbum        |
| 2012 | "Alive In You"       | 46                   | —                    | Alive In You |
| 2012 | "What About Tonight" | —                    | 26                   | Alive In You |